# براونسهاوزن
براونسهاوزن (به آلمانی: Braunshausen) یک منطقهٔ مسکونی در آلمان است که در هالنبرگ واقع شده‌است. براونسهاوزن ۳۵۰ نفر جمعیت دارد.